# Camillo Benso, conde de Cavour
Camillo Paolo Filippo Giulio Benso, conde de Cavour (/kaˈvuːr/; Turín, 10 de agosto de 1810 - Turín, 6 de junio de 1861), fue un estadista italiano y una figura destacada en el movimiento hacia la unificación de Italia. Fue uno de los líderes de la Derecha Histórica y primer ministro del Reino de Piamonte-Cerdeña, cargo que mantuvo (salvo una dimisión de seis meses) durante toda la Segunda Guerra de la Independencia italiana y las campañas de Giuseppe Garibaldi para unificar Italia. Tras la declaración de un Reino de Italia unido, Cavour asumió el cargo de primer ministro de Italia; murió después de sólo tres meses en el cargo, por lo que no vivió para ver la incorporación de Venecia o Roma a la nueva nación italiana.
En sus primeros años, Cavour impulsó varias reformas económicas en su región natal, Piamonte, y fundó el periódico político Il Risorgimento. Tras ser elegido para la Cámara de Diputados, ascendió rápidamente en el gobierno piamontés, llegando a dominar la Cámara de Diputados gracias a una unión de políticos de centro-izquierda y centro-derecha. Tras un amplio programa de expansión del sistema ferroviario, Cavour fue nombrado primer ministro en 1852. Como primer ministro, Cavour encaró con éxito el gobierno de Piamonte a través de la Guerra de Crimea, la Segunda Guerra de la Independencia italiana y las expediciones de Garibaldi, consiguiendo maniobrar diplomáticamente para que el Piamonte se convirtiera en una nueva gran potencia en Europa, controlando una Italia casi unida que era cinco veces más grande que Piamonte antes de que él llegara al poder. Cavour era masón del Rito Simbólico Italiano.
El historiador inglés Denis Mack Smith afirma que Cavour fue el parlamentario más exitoso de la historia de Italia, pero no fue especialmente democrático. Según su criterio Cavour fue a menudo dictatorial, ignoró a sus colegas ministeriales y al parlamento, e interfirió en las elecciones parlamentarias. También practicó el trasformismo y otras políticas que se trasladaron a la Italia posterior al Resurgimiento.

## Biografía

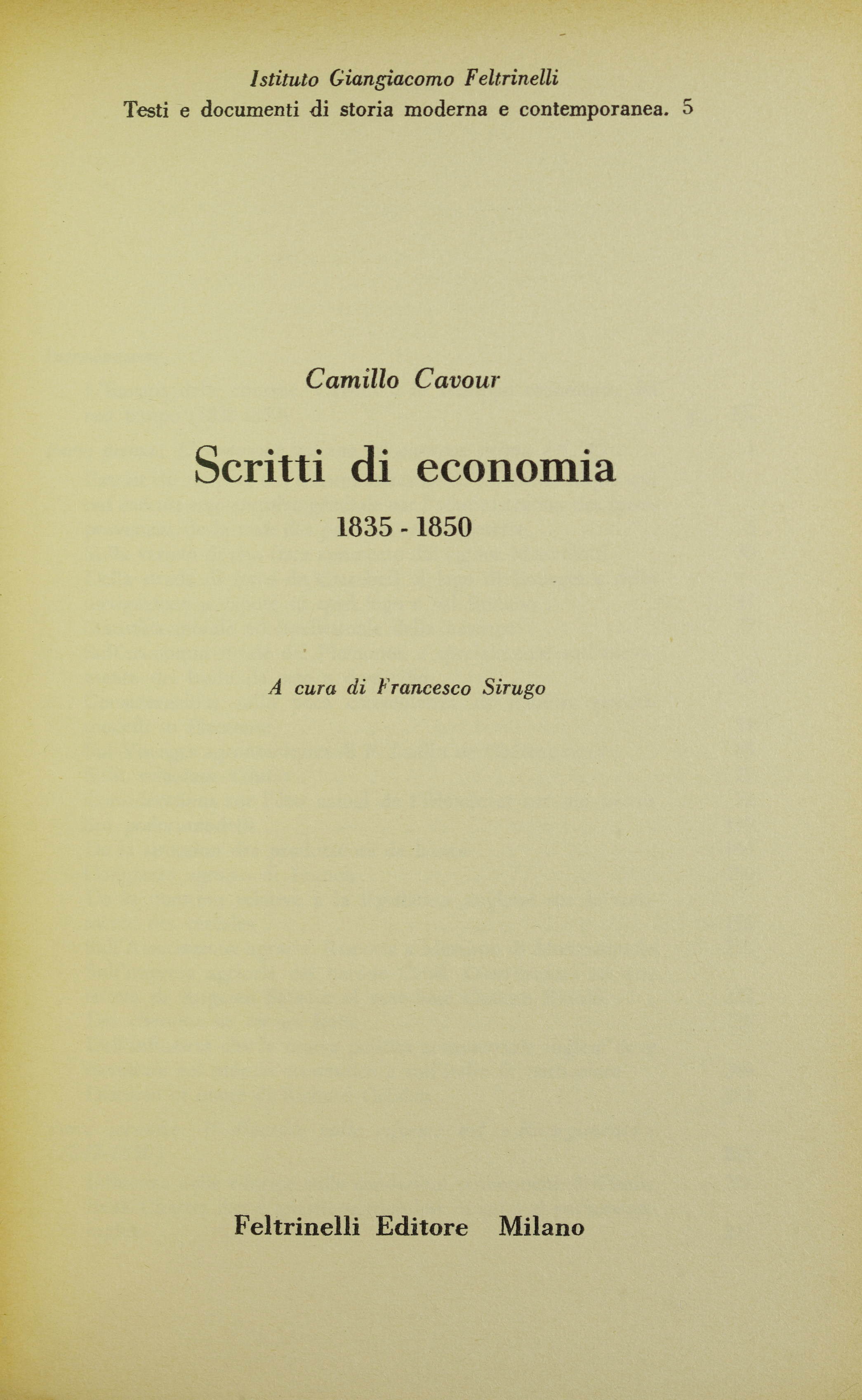
Scritti di economia, 1962

Hijo del marqués Mixol Benso de Cavour y de Adèle de Sellon, dama de origen suizo. Piamontés aristocrático de ideas liberales, durante su juventud estudió en la Academia Militar, llegando a ser oficial de Ingenieros. Poco apegado a la vida militar, dejó el ejército y se dedicó a viajar al extranjero estudiando el desarrollo económico de los países más industrializados como Francia y Gran Bretaña, documentándose en todas las innovaciones relacionadas con cualquier campo. A los 22 años fue nombrado alcalde de Grinzane, localidad en la que su familia tenía tierras. La localidad cambió de nombre y pasó a llamarse Grinzane Cavour como agradecimiento a Camillo Benso, que fue su alcalde durante 17 años.

### Sus inicios en política
En 1847 hizo su aparición en la escena política como fundador, junto a Cesare Balbo de un periódico liberal moderado, el Risorgimento. Fue elegido diputado al parlamento en junio de 1848. Perdió su escaño en las elecciones de enero de 1849, pero lo recuperó en marzo del mismo año, y no lo dejaría hasta su muerte.
En 1850, tras un apasionado discurso a favor de las leyes Siccardi pasó a formar parte del gobierno de Massimo D'Azeglio, como ministro de Agricultura, Comercio y Marina; en 1851 completa su control de la vida económica del País con la asunción de las competencias de la cartera de Finanzas. En 1852 preparó con Urbano Rattazzi, principal exponente de la izquierda liberal, una coalición que lo llevó en noviembre del mismo año a la Presidencia del Consejo de Ministros.

### Reformas
Una vez alcanzado este cargo, el conde de Cavour se consagró al fortalecimiento económico e industrial del Reino de Cerdeña, favoreciendo la construcción de ferrocarriles, carreteras e iniciando la construcción del túnel del Fréjus. Revitalizó la agricultura con la introducción de nuevos cultivos, la realización de obras de mejora y la construcción de canales de riego. Favoreció la creación de una industria siderúrgica y el fortalecimiento de la textil. Reformó el ejército a través de su colaborador, el general La Marmora, y ordenó la construcción de un arsenal marítimo en La Spezia.

### Política interna
En política interna Cavour fue el artífice del orden monárquico constitucional, aceptando el liberalismo en el aspecto político y en el económico, pero en realidad todas sus reformas estaban dictadas por su deseo de impedir cualquier tipo de insurrección democrática o republicana. De hecho, Cavour creía que Piamonte-Cerdeña debía entrar en una franca industrialización como medio de asegurar una economía próspera y estable que Cavour consideraba esencial para un Estado fuerte, para ello las doctrinas liberales serían una herramienta útil, aunque sin dejar de lado recurrir al proteccionismo en caso necesario. En tal sentido, se promovió la construcción de ferrocarriles a gran escala y la modernización de astilleros y puertos.
Cavour aceptaba algunos principios de la democracia como las elecciones libres, la sujeción del rey al parlamento y el constitucionalismo, pero insistía en que el régimen político fuese dominado por una élite; precisamente estas ideas fueron motivo de sus más agrias discrepancias con el patriota Giuseppe Garibaldi, quien preconizaba una democracia que incluyera al proletariado y a los campesinos, mientras que Cavour solo consideraba aceptable la participación política de la clase media y la burguesía. De hecho, ambos personajes nunca mantuvieron relaciones realmente amistosas: Cavour solía tildar a Garibaldi de «salvaje» mientras por su parte Garibaldi calificaba a Cavour de «vil intrigante».
Partidario acérrimo de la afirmación de Charles de Montalembert, «Iglesia libre en Estado libre», Cavour se preocupó de redimensionar el poder de la Iglesia católica en Italia, y promovió la construcción de hogares para la infancia, al mismo tiempo mantuvo una lucha tenaz contra los jesuitas, que detentaban el monopolio en las tareas educativas mientras que Cavour auspiciaba la idea de una educación primaria bajo tutela puramente estatal.
Cavour mantenía ideas conservadoras en el plano social, pero rechazaba que el clero católico mantuviera privilegios por encima del propio Estado liberal; en ese sentido consiguió que en Piamonte-Cerdeña se aprobara una ley que suprimía las órdenes monásticas contemplativas y abolía los privilegios de la manomorta y del foro judicial para eclesiásticos. Esta ley provocó un gran escándalo entre los conservadores y tropezó con la oposición del rey Víctor Manuel, quien forzó la dimisión de Cavour, en la llamada «Crisis Calabiana» (26 de abril de 1855). Tras unos días, sin embargo, el rey tuvo que volver a llamar a Cavour para el mismo puesto, pero el proyecto de ley tuvo que ser abandonado en parte.

### Política exterior y unificación de Italia

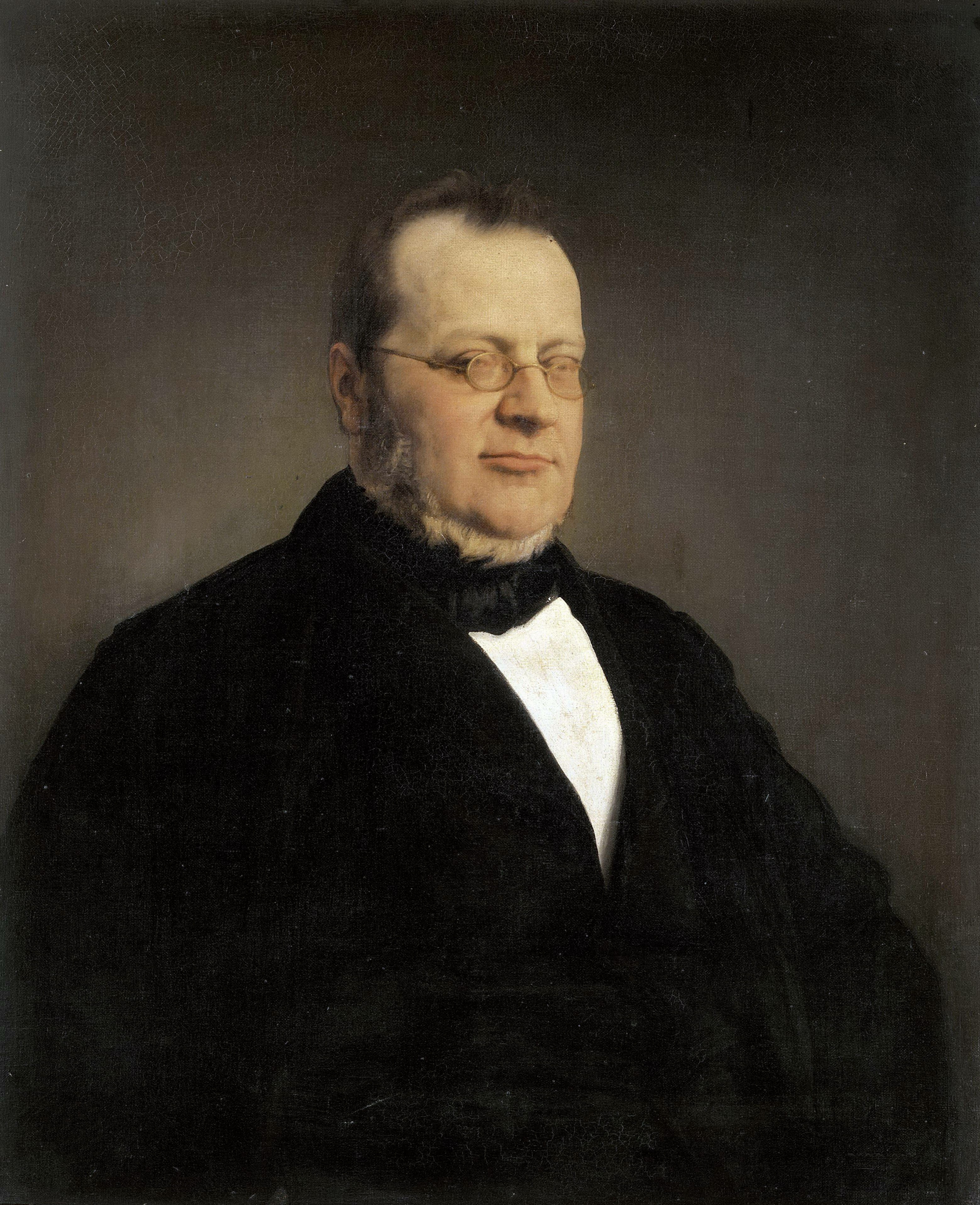
Retrato de Cavour, obra de Francesco Hayez.

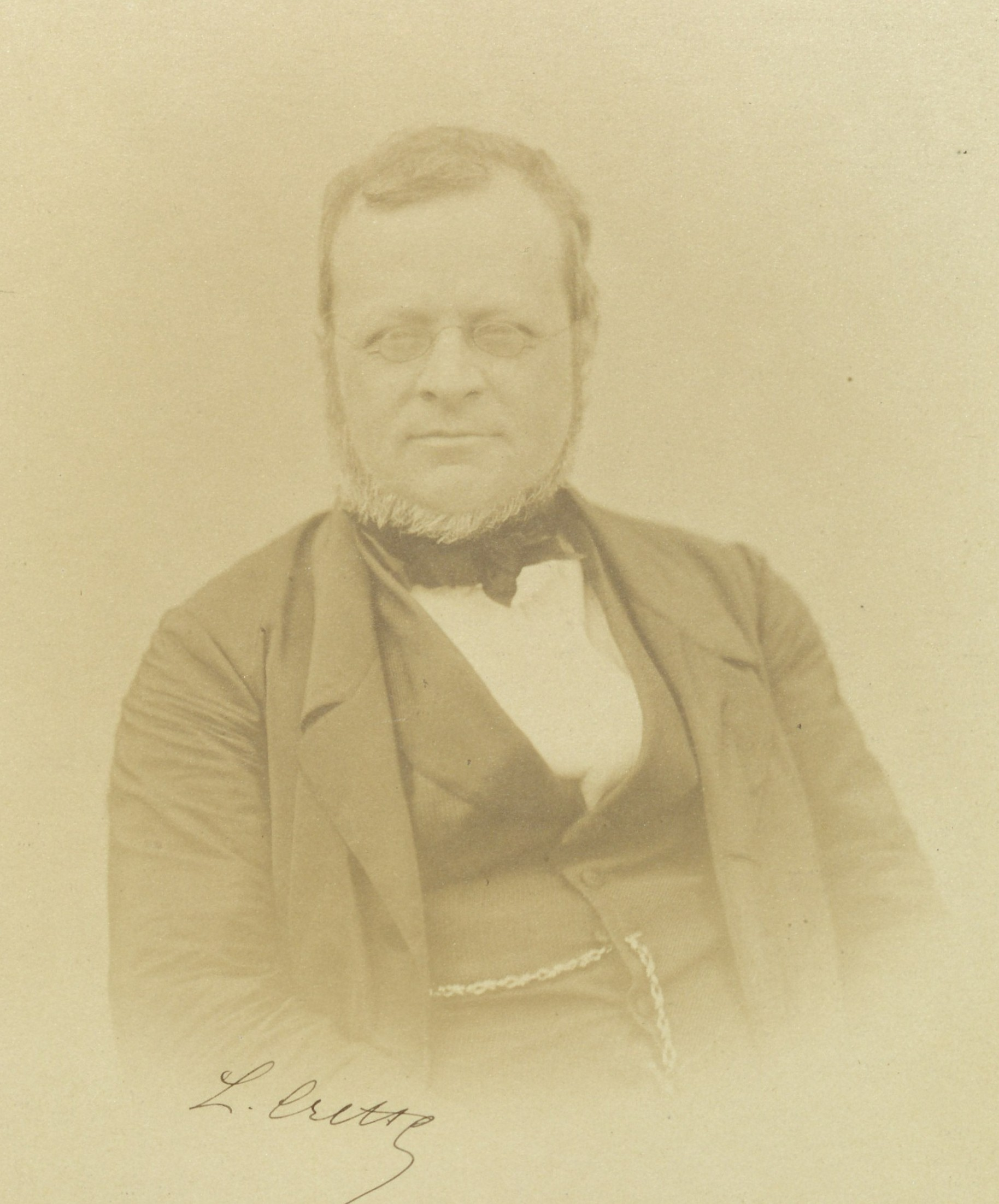
Camillo Benso conde de Cavour, 1858

En política exterior Cavour fue un político hábil para tejer alianzas en favor de Piamonte-Cerdeña de acuerdo a las conveniencias del momento, aunque a veces estuvo acompañado por la fortuna. Su objetivo era crear un estado fuerte en el norte de Italia bajo la corona de la Casa de Saboya, pero descubrió que para alcanzar ese objetivo, el Piamonte debía obtener apoyos de las potencias europeas pues era evidente que Austria utilizaría todo su poderío para impedir el crecimiento de Piamonte.
Precisamente Cavour rehusaba repetir la experiencia de 1849, al juzgar que el reino piamontés era aún demasiado débil para enfrentarse en solitario a Austria, mientras que el apoyo del resto de estados italianos a la causa del Piamonte era muy dudoso. En 1854 Cavour vio una oportunidad cuando estalla la guerra de Crimea: Francia y Gran Bretaña, aliadas con Turquía, luchaban contra Rusia, quien hacía esfuerzos por extender su hegemonía en la península balcánica y en la región del Bósforo. Cavour ofreció la ayuda militar del Piamonte a las grandes potencias, aprovechando los puertos bajo control del Piamonte en el Mediterráneo, ofreciendo además enviar a Crimea un cuerpo de ejército.
No resultó sencillo para Cavour obtener la autorización para tal expedición por parte del Parlamento de Turín: no se entendía la razón por la que soldados piamonteses debían combatir en una región remota donde Piamonte-Cerdeña no tenía intereses que defender. Pero Cavour logró su objetivo y las tropas piamontesas participaron activamente en la lucha en el lado de los vencedores, gracias a ello el Piamonte fue admitido a la mesa de negociaciones de paz como aliado de dos grandes potencias: Francia y Gran Bretaña.
En 1856 se firmó la paz franco-ruso-británica en el Congreso de París, con la presencia del representante de Austria. Cavour ciertamente no obtuvo compensación territorial alguna por la participación del Piamonte en la guerra, pero consiguió que una de las sesiones se dedicara expresamente a discutir el «problema italiano»: pudo así defender públicamente la idea de que la represión de los gobiernos reaccionarios y la política del Imperio austrohúngaro eran los auténticos responsables de las inquietudes revolucionarias, que se estaban formando en toda la península y, sobre todo, que estas revueltas en Italia podrían degenerar en una amenaza revolucionaria para todos los gobiernos de Europa, con lo cual conseguía aumentar la preocupación franco-británica en el «problema italiano».
Así, Cavour logró su primera meta: llamó la atención de todas las potencias europeas sobre la «cuestión italiana»; después de ello para tener éxito tendría que haber conseguido interesar de modo especial a alguna de ellas. En julio de 1858 Cavour se entrevistó con el emperador francés Napoleón III (favorable a intervenir a favor de los italianos a pesar de haber escapado milagrosamente con vida al atentado del patriota emiliano Felice Orsini en enero de ese año) en la localidad de Plombières para ratificar un tratado defensivo-ofensivo de Francia y Piamonte-Cerdeña frente a los Habsburgo, con lo cual Francia ganaría un aliado importante en el sur de Europa y Cavour esperaba arrastrar a los franceses a intervenir militarmente contra Austria.
En Italia, el rey Víctor Manuel II y el presidente del Consejo del Piamonte, Camilo Benso di Cavour, trataron de introducir algunas medidas liberales y lograr con ello la unificación de los estados italianos en forma pacífica. Al no ser esto posible, en 1860 apoyaron la lucha de Giuseppe Garibaldi por Il Risorgimiento o la resurrección de una Italia unida. Dicho personaje emprendió la liberación de Italia de las tropas francesas que le habían invadido. La unificación de Italia se logró en 1870.

### Alianza con Francia
Gracias a las intrigas, Cavour se aseguró el apoyo militar de Francia y a inicios de 1859 realizó una serie de maniobras militares en la frontera austro-piamontesa para provocar al gobierno austriaco, lo cual logró tras un agrio intercambio de protestas diplomáticas. Así, en abril de 1859 estalló una guerra que enfrentó por un lado a Francia y al Piamonte-Cerdeña y por otro a Austria. La guerra resultó en derrotas para los austriacos y ello permitió la anexión de Lombardía al Piamonte, pero el gobierno de Napoleón III interrumpió la campaña bélica antes de lo previsto con los piamonteses, firmando Francia un armisticio con Austria en el Tratado de Villafranca del 1 de julio de 1859, en tanto los franceses tampoco estaban interesados en ejecutar masivas operaciones militares en la Italia septentrional sólo para beneficiar la expansión de Piamonte-Cerdeña, y temían además una intervención bélica de Prusia en socorro de Austria. La paz significó que Austria cedía a los franceses la mayor parte de Lombardía -excepto las fortalezas orientales de Mantua y Legnago- y a su vez Francia entregaba este territorio a Piamonte-Cerdeña.
Ante la negativa francesa a asumir más compromisos militares, Cavour, como protesta, dimitió al considerar que la incorporación de la Lombardía austriaca era una recompensa más pequeña de lo que esperaba para Piamonte-Cerdeña, pero se cuidó de no hacer reproches públicos en contra de Francia para no dañar las relaciones con una gran potencia. A pesar de la oposición de Víctor Manuel II, en 1860 Cavour volvió a ocupar el cargo de Presidente del Consejo.

### Los plebiscitos de 1860
Al empezar la guerra de abril de 1859, Cavour estimuló revueltas en el Gran Ducado de Toscana y en los ducados de Módena y Parma, donde fueron derrocados sus gobiernos pro austríacos, siendo fácilmente ocupados por tropas de Piamonte-Cerdeña; tales tropas también entraron a los territorios de Emilia-Romaña (con las ciudades importantes de Ferrara y Bolonia), que se habían sublevado contra los Estados Pontificios, que no pudieron oponer resistencia apreciable. 
Aprovechando la debilidad política y militar de Austria tras el Tratado de Villafranca, y con el apoyo diplomático de Gran Bretaña, Cavour logró imponer a inicios de en 1860 la celebración de plebiscitos que en marzo de dicho año se celebraron en Toscana, en los ducados de Módena y Parma y en regiones septentrionales ocupadas de los Estados Pontificios (Emilia-Romaña) para que estos territorios se anexaran al Reino de Piamonte-Cerdeña, logrando Cavour mediante promesas y amenazas que tales Estados, cuya autonomía estaba comprometida al faltarles el respaldo militar austriaco, aceptaran unirse a Piamonte-Cerdeña. 
Con ello, el reino de Piamonte-Cerdeña crecía considerablemente en territorio, abarcando casi toda la Italia septentrional, a excepción del extremo oriental de Lombardía y la totalidad del Véneto. Para continuar obteniendo el apoyo francés en su proyecto, que ya era el de unificar toda la península italiana, Cavour convenció al gobierno piamontés de ceder a Francia la ciudad de Niza y la región de Saboya, considerando que estos territorios tenían poca relación con Italia propiamente dicha, aunque la cesión territorial no dejaba de ser lamentada por el gobierno piamontés.

### Anexión de las Dos Sicilias
De modo no explícito, Cavour no obstruyó el esfuerzo de Garibaldi para organizar la Expedición de los Mil contra el Reino de las Dos Sicilias en abril de 1860, pero tras el desembarco del 11 de mayo y la toma de Palermo por los garibaldinos el 28 de mayo, Cavour trató -a inicios de julio- de presionar a Garibaldi para que de inmediato se anexionase la isla de Sicilia al Reino de Piamonte-Cerdeña, a lo cual Garibaldi se negó a esta alternativa, considerando muy negativo que la unificación italiana fuese vista como un simple «expansionismo piamontés». En julio de 1860 Cavour también trató de estimular una revuelta propiamontesa en Nápoles ante la cercanía de los «camisas rojas» de Garibaldi, pero fracasó, quedando Garibaldi como dueño de la situación, de modo que las tropas garibaldinas lograron tomar Nápoles y hacerse con el control de Dos Sicilias. 
Después que las tropas garibaldinas controlaran toda la isla de Sicilia tras tomar Mesina el 26 de julio, Cavour requirió a Garibaldi que sus tropas se detuvieran en el Estrecho de Mesina, pero Garibaldi no hizo caso y dispuso que los «camisas rojas» cruzaran el estrecho el 19 de agosto principando a invadir el Reino de las Dos Sicilias; esta desobediencia de Garibaldi al jefe del gobierno de Piamonte-Cerdeña no fue sancionada por el rey Víctor Manuel, quien aprobó tácitamente el cruce del estrecho. Finalmente, las tropas garibaldinas -reforzadas con miles de soldados napolitanos que cambiaron de bando- siguieron su marcha hallando poca resistencia hasta que el 7 de septiembre tomaron Nápoles, la ciudad más poblada de Italia y capital de las Dos Sicilias. 
Entretanto, con la excusa de detener al «peligroso revolucionario», Cavour envió el 11 de septiembre tropas piamontesas al territorio de los Estados Pontificios en el mes de septiembre y se apoderó de las regiones de Marcas y Umbría, aunque sin atacar el Lacio, -provincia que circunda la ciudad de Roma- en tanto el régimen de Napoleón III aún mantenía una guarnición francesa en Roma para proteger al papa Pío IX. Tras la toma de Ancona por los piamonteses el 29 de septiembre, las zonas de Italia bajo control de Piamonte-Cerdeña lograban plena continuidad territorial.

### Proclamación del Reino de Italia
Cuando en octubre de 1860 se reunieron los ejércitos piamonteses y los «camisas rojas» -desde el norte y sur de Italia, respectivamente-, Garibaldi entregó a Víctor Manuel II la autoridad política sobre la Italia meridional, con lo que se llegó a una reunificación parcial de la península, pero Garibaldi pidió también que Cavour fuera desposeído de su cargo, lo cual disgustó al monarca; tras ello Cavour logró emitir una orden el 11 de noviembre otorgando a los soldados garibaldinos la opción de licenciarse con una pequeña suma de dinero o enrolarse por dos años, motivando que la mayoría de garibaldinos elijan licenciarse. Tras la derrota de los últimos bastiones borbónicos en el sur de Italia en febrero de 1861, el 17 de marzo del mismo año Víctor Manuel II fue proclamado Rey de Italia en Turín, logrando Cavour cumplir su más preciado proyecto político al estar en condiciones de proclamar la creación de un Estado italiano unificado, regido por italianos, y que abarcase casi toda la Península itálica.  
Cavour se dedicó a una operación diplomática a gran escala para conseguir un acuerdo con el Papado ofreciendo a éste mantener su autonomía interna dentro del Reino de Italia pero renunciando el Papa a su poder temporal, el rechazo de Pío IX a esta propuesta dio origen a la Cuestión romana que peduraría casi sesenta años. Asimismo, Cavour abandonó temporalmente la cuestión de anexionar Venecia al Reino de Italia "por las armas o la diplomacia" hasta consolidar el nuevo Estado italiano, y al considerar prematuro enfrentarse a Austria por esta cuestión. Tratando de evitar también conflictos con Francia, potencia europea que aún protegía militarmente al Papado, Cavour también reprobó el plan de Garibaldi para que el ejército regular del Reino invadiera el territorio que aún quedaba a los Estados Pontificios y se apodere de Roma por temor a una reacción negativa de Napoleón III, aunque el 25 de marzo Cavour mismo admitía ante el parlamento que la capital del Reino debería ser -algún día- la ciudad de Roma. 
Los enfrentamientos políticos con Garibaldi no cesaron pues el 16 de enero de 1861 Cavour emitió órdenes para disolver las tropas garibaldinas del sur que aún no se habían licenciado, temiendo que de ser trasladas al norte causaran agitación extremista, y Garibaldi le atacó en un severo discurso ante el parlamento el 18 de abril. Antes de llegar a la conclusión de estos planes Cavour cayó enfermo a fines de mayo y murió, probablemente de malaria, en el palacio de su familia en Turín el 6 de junio de 1861 a la edad de 50 años. Poco antes de expirar pronunció la frase: «Italia ya está hecha, todo está a salvo».
En el transcurso del tiempo, dos barcos de la marina de guerra italiana han llevado el nombre de Cavour, en 1915 se denominó en su honor un acorazado, y en 2004 un portaaviones. Su nombre ha sido dado también a numerosas plazas, calles y estaciones de tren en Turín, Trieste, Roma, Nápoles y Florencia, entre otras varias ciudades más.